# کیتا یاماچی
کیتا یاماچی (ژاپنی: 山内 恵太؛ زادهٔ ۱۶ آوریل ۱۹۹۴) یک بازیکن فوتبال اهل ژاپن است.
از باشگاه‌هایی که در آن بازی کرده‌است می‌توان به باشگاه ورزشی یوکوهاما اشاره کرد.